# Волиця (Сокальська міська громада)
Воли́ця — село в Україні, у Сокальській міській територіальній громаді Шептицького району, Львівській області. Кількість населення — 1009 осіб (2001).

## Загальна інформація
Волиця розміщена в широкій болотистій долині річки Білий Стік, притоки Західного Бугу, за 12 кілометрів на південний схід від Сокаля.

## Історія
На 01.01.1939 у селі Волиця Комарева проживало 1230 мешканців (680 українців-грекокатоликів, 350 українців-римокатоликів, 20 поляків, 150 польських колоністів міжвоєнного періоду у колонії Дуброва і 30 євреїв). Село входило до об'єднаної сільської ґміни Тартакув Място, яка входила до Сокальського повіту Львівського воєводства.

## Будівництво церкви. Парафіяльне життя
1774 рік. На лівому березі Білого Стоку почали зводити церкву Преображення Господнього. Споруджена з масивних соснових колод, має три бані. Був там прибудований вівтар, при якому священик влітку правив службу Божу. Закінчили будівництво у 1778 році. На мурованій дзвіниці колись висіло сім дзвонів. Найбільший мав ім'я Михайло. Він був найгучніший, його чули за 20 км.
Дзвін сповіщав село в разі пожежі чи іншого нещастя. На початку Першої світової війни, 1914 року австрійська військова влада наказала зняти й заховати Михайла. У 1922 році його знайшли. З такої нагоди в селі влаштували свято. Повернення «Михайла» супроводжували д-р. Теодор Вергун і сокальський декан о. Іван Волосянський. З приходом більшовиків дзвони пограбовано

## Відомі люди
- Роман Лагно (1977–2015) — український військовик, старший солдат резерву Національної гвардії України, старший кулеметник батальйону імені Кульчицького, учасник російсько-української війни.
- Арсеній Радкевич (1759–1821) — галицький учений-василіянин, професор гебрейської та грецької мов і герменевтики в обох відділах богословського факультету Львівського університету.

## Фотографії

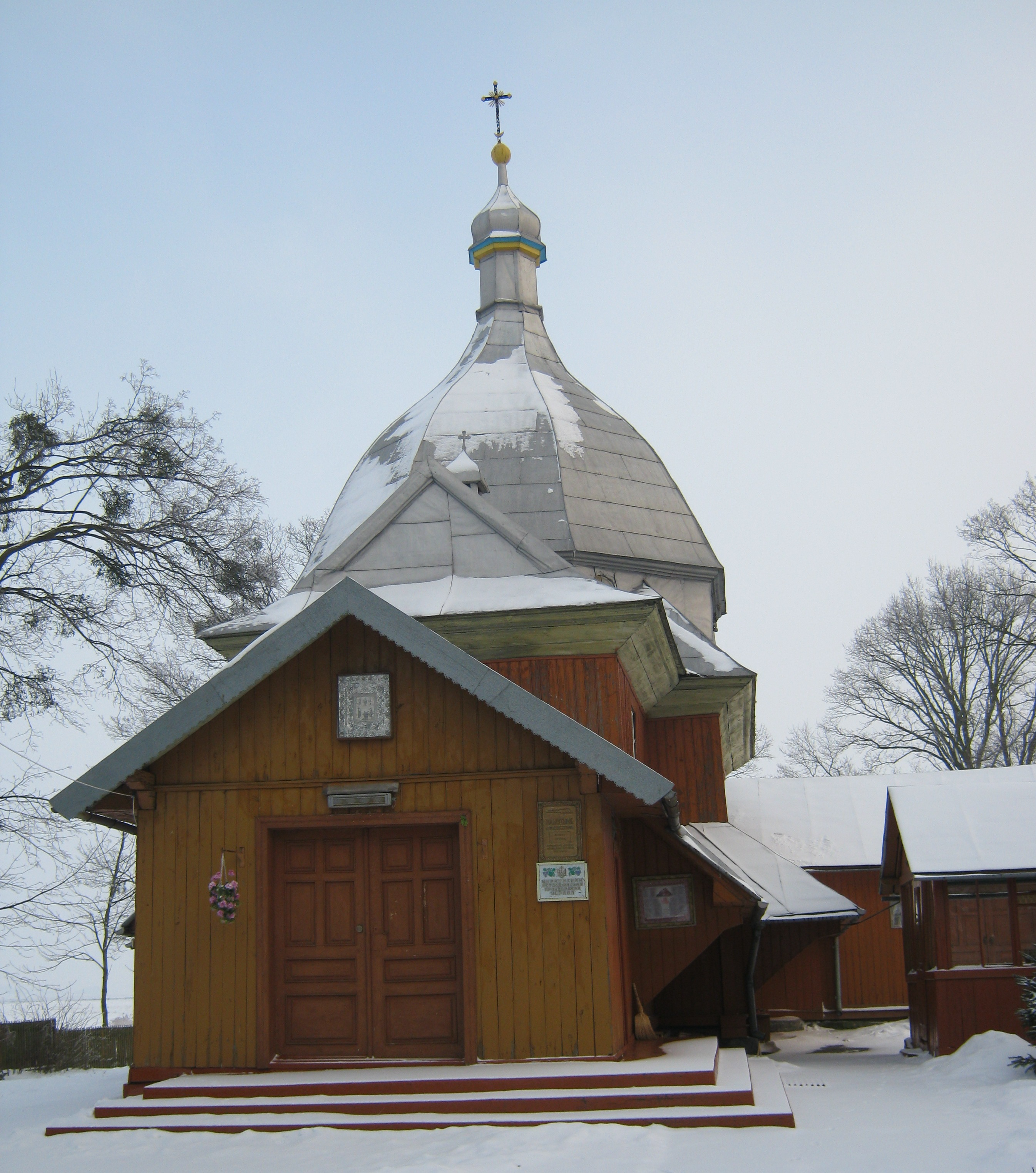
Волицька церква, споруджена в 1774—1778 рр.
Греко-католицька церква, яку будують з травня 2006 р.
Православна церква, яку будують з травня 2008 р.
Могила на честь борців за волю України.
Контора агрофірми «Білий Стік».
Школа, споруджена у 1979 р.
Дитячий садок.
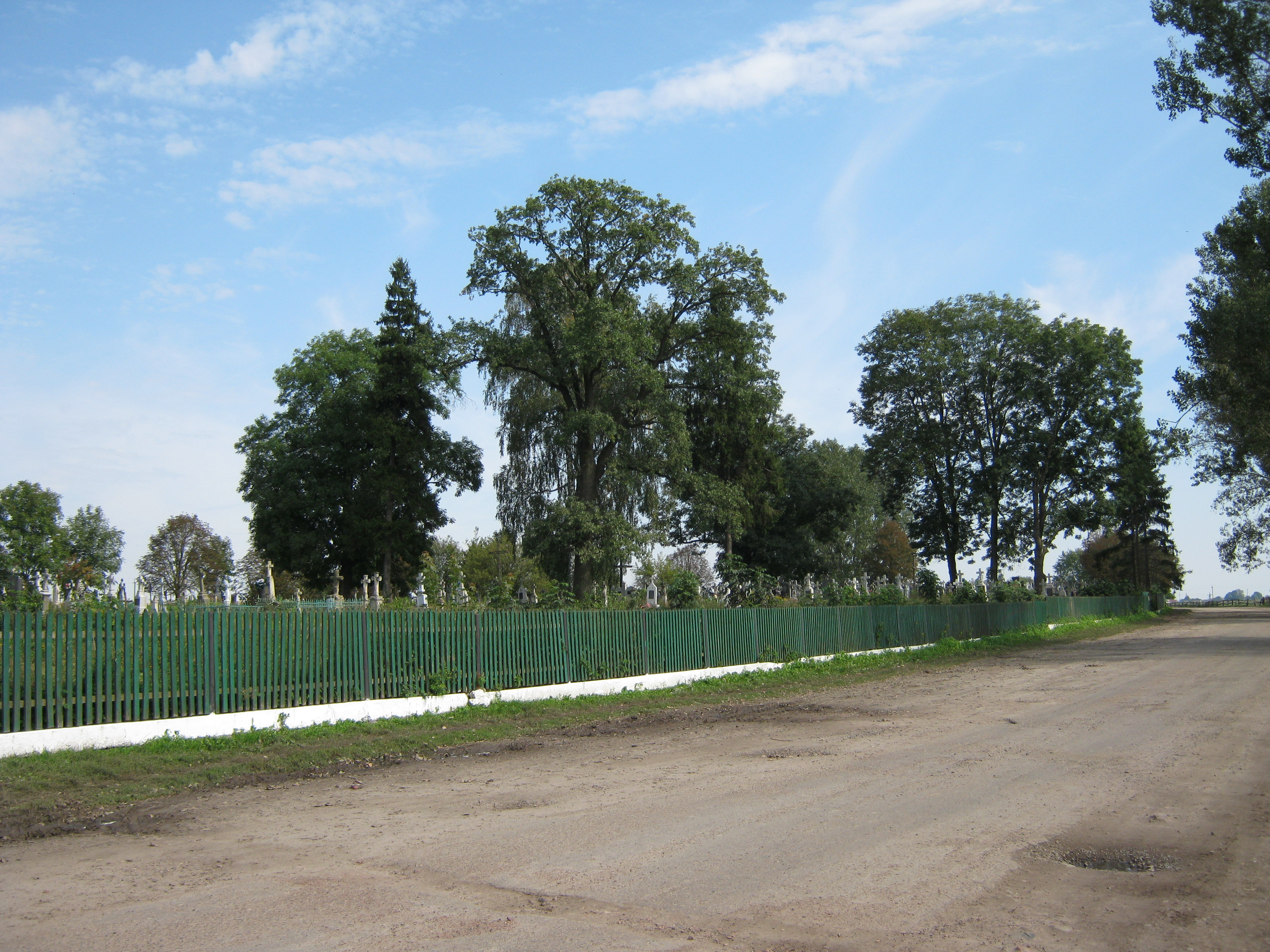
Цвинтар.